# District de Chengzhong (Liuzhou)
Pour les articles homonymes, voir Chengzhong.
Le district de Chengzhong (城中区 ; pinyin : Chéngzhōng Qū) est une subdivision administrative de la région autonome du Guangxi en Chine. Il est placé sous la juridiction de la ville-préfecture de Liuzhou.

## Démographie
La population du district était de 116 240 habitants en 2010.